# ISDB-T国际
ISDB-T国际又稱SBTVD，是巴西数字电视系统（葡萄牙語：Sistema Brasileiro de Televisão Digital）的简称，它是巴西、阿根廷、秘鲁、博茨瓦纳、智利、洪都拉斯、委内瑞拉、厄瓜多尔、哥斯达黎加、巴拉圭、菲律宾、玻利维亚、尼加拉瓜、萨尔瓦多和乌拉圭使用的数字电视广播技术标准，該標準基于日本的ISDB标准。ISDB-T国际于2007年12月2日在巴西圣保罗以SBTVD的名义投入商业运营。
ISDB-T国际标准是在电信研究和发展中心的支持下由巴西电信局牵头、巴西通信部协调下的一个研究小组制定的。该研究小组由巴西其他10个部委、国家信息技术研究所、若干巴西大学、广播专业组织和广播/接收设备制造商组成。该小组的目标是在巴西制定和实施数字电视标准。
2009年1月，巴西-日本数字电视研究小组完成并公布了一份规范文件，它将日本的ISDB-T与巴西的SBTVD结合起来，形成了现在的ISDB-T国际规范。